# Leipziger Messeamt
Das Leipziger Messeamt war eine von 1916 bis 1991 bestehende Einrichtung zur Pflege und Förderung der zweimal im Jahr stattfindenden Leipziger Mustermessen.

## Geschichte
Der Aufschwung der Leipziger Messe als Mustermesse zur Wende zum 20. Jahrhundert erforderte spezielle Strukturen zu deren Organisation. Das besorgte zunächst der Messeausschuss der Handelskammer zusammen mit dem Rat der Stadt. Nach dem Erstarken großer Wirtschaftsverbände schlossen sich diese auf Initiative von Philipp Rosenthal 1915 in der „Zentralstelle für Interessenten der Leipziger Mustermessen e. V.“ zusammen. Rosenthal war auch 1916 maßgebend an der Bildung des eingetragenen Vereins „Meßamt für die Mustermesse in Leipzig“ unter der Trägerschaft der Zentralstelle, der IHK Leipzig und der Stadt. Am 8. Februar 1917 nahm das Amt seine Arbeit auf. Erster Präsident wurde 1917 Raimund Köhler aus Meißen.
1921 wurde das Meßamt in eine Körperschaft öffentlichen Rechts umgewandelt. Im März 1926 erfolgte die Namensänderung in „Leipziger Messeamt“. Nach der Übernahme der Macht durch die Nationalsozialisten wurde 1934 das Messeamt dem Reichsministerium für Volksaufklärung und Propaganda unterstellt und 1940 in Reichsmesseamt umbenannt.
Nachdem ab 1942 kriegsbedingt keine Messen mehr stattgefunden hatten, nahm das Amt, nun wiederum als Leipziger Messeamt, im August 1945 die Arbeit wieder auf und bereitete, nachdem sein Personal entnazifiziert worden war, die erste Nachkriegsmesse für den Mai 1946 vor. Bis 1949 war das Messeamt der sächsischen Landesregierung unterstellt, wechselte aber danach zur Deutschen Wirtschaftskommission in Berlin.
Im November 1950 wurde das Leipziger Messeamt in einen volkseigenen Betrieb umgewandelt und unterstand der Aufsicht des Ministeriums für Außenhandel und Innerdeutschen Handel. 1953 wurde im Amt das Prinzip der wirtschaftlichen Rechnungsführung der volkseigenen Wirtschaft eingeführt und der Betrieb der Aufsicht der 1952 gebildeten Kammer für Außenhandel unterstellt.
Ende 1956 hatte das Leipziger Messeamt über 500 dauerhaft Beschäftigte. Neben einer Zweigstelle in Berlin unterhielt es für Kontakte zu den Ausstellern über 160 Vertretungen bzw. Verbindungsstellen in fünf Kontinenten. Für die Anerkennung hervorragender Exponate vergab das Leipziger Messeamt gemeinsam mit dem Amt für Messwesen und Warenprüfung von 1963 bis 1990 Messegoldmedaillen und Diplome.
Im März 1991 fand die letzte Leipziger Universalmesse statt. Das neue Fachmessekonzept realisierte nun die im Juni 1991 gegründete Leipziger Messe GmbH.

## Amtsgebäude
Das erste Gebäude des Leipziger Messeamtes war bis zur Zerstörung 1943 die historische Alte Waage am Markt.
Als 1945 das Messeamt zur Vorbereitung der ersten Nachkriegsmesse 1946 seinen Betrieb wieder aufnahm, arbeitete es in verschiedenen Ausweichquartieren. 1947 wurde auf der nördlichen Seite des Marktes anstelle der Alten Waage ein provisorischer Bau für das Messeamt errichtet. Es blieb auch in den weiteren Jahren auf verschiedene Objekte der Innenstadt verteilt, wobei Barthels Hof den Hauptsitz bildete.
Mitte der 1950er Jahre kam das Hôtel de Pologne in der Hainstraße als Bürogebäude hinzu. Dessen Festsaal wurde zur Kantine.
Zum 800-jährigen Bestehen der Leipziger Messe 1965 wurde der von Rudolf Rohrer, Rudolf Skoda und Ulrich Quester am Markt errichtete Büroneubau in Betrieb genommen, der allgemein Messeamt am Markt genannt wurde und von dem große Teile durch das Messeamt genutzt wurden. Das Gebäude war im Stil der internationalen Moderne konzipiert und besaß eine Glas-Aluminium-Fassade mit einem schwebenden Flachdach. Der Bau wurde 2001 zur Errichtung der Marktgalerie abgerissen.

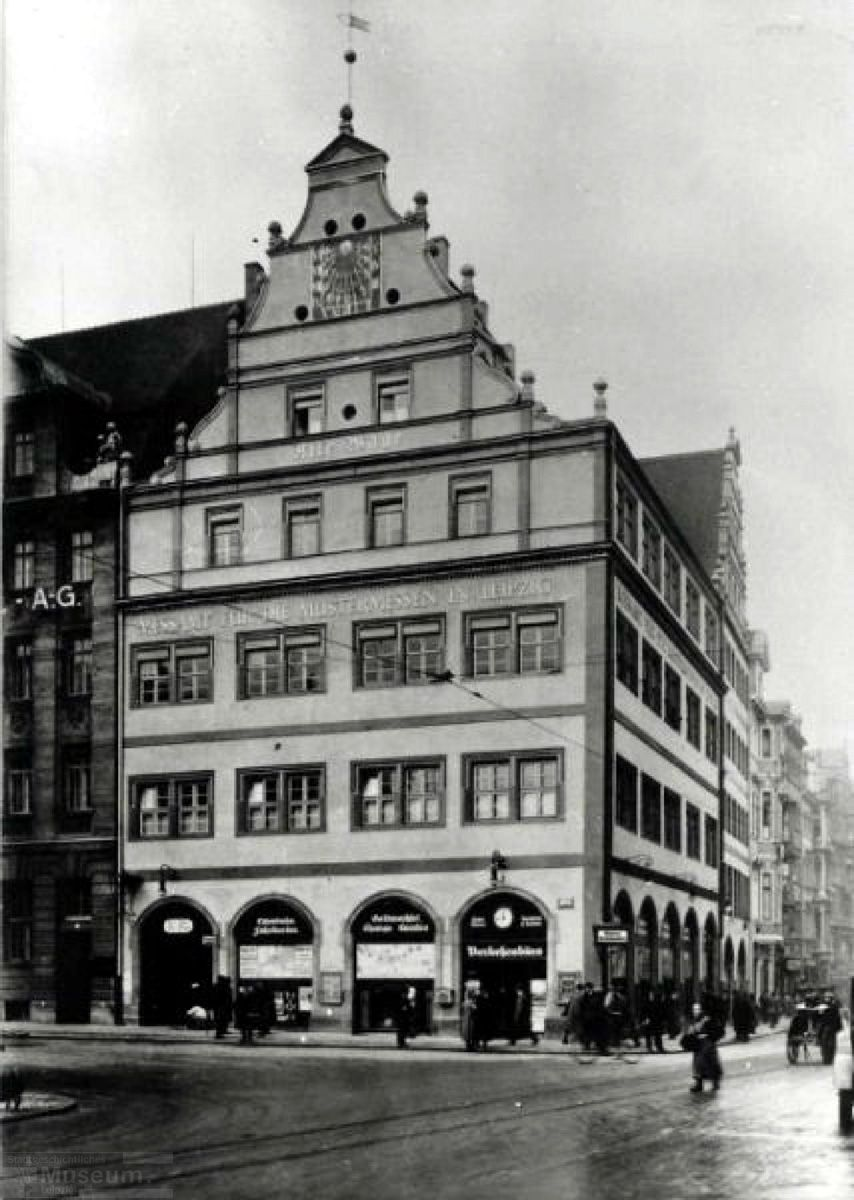
Alte Waage
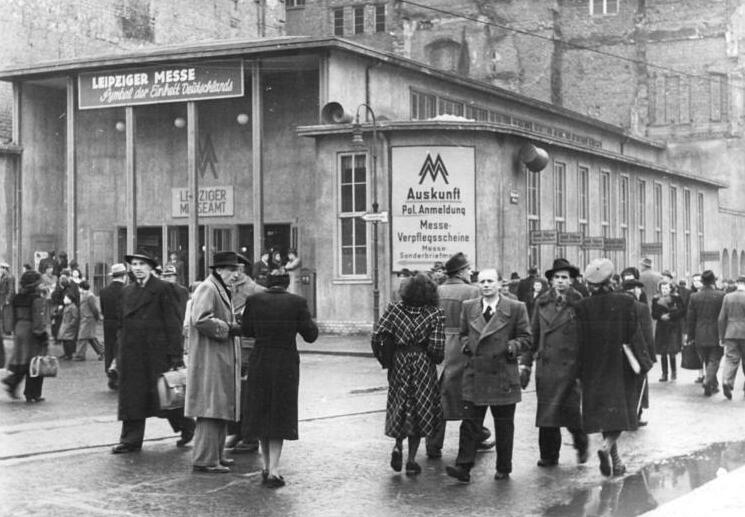
Pavillon am Markt, Platz der Alten Waage
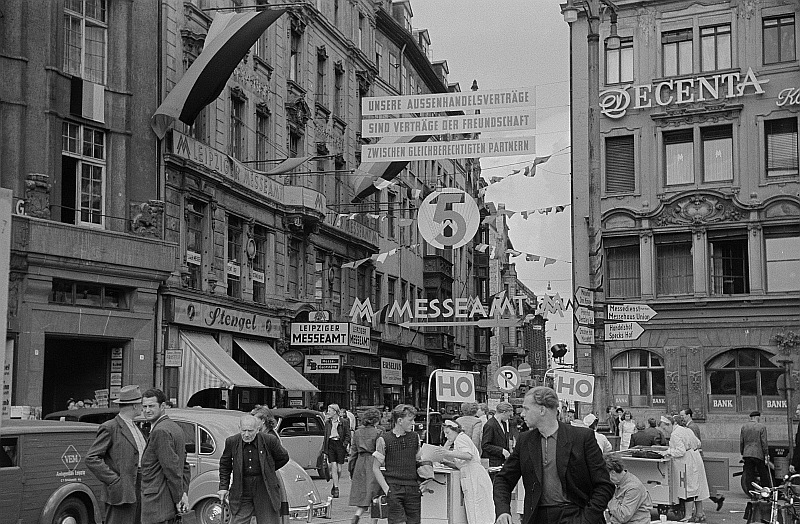
Barthels Hof
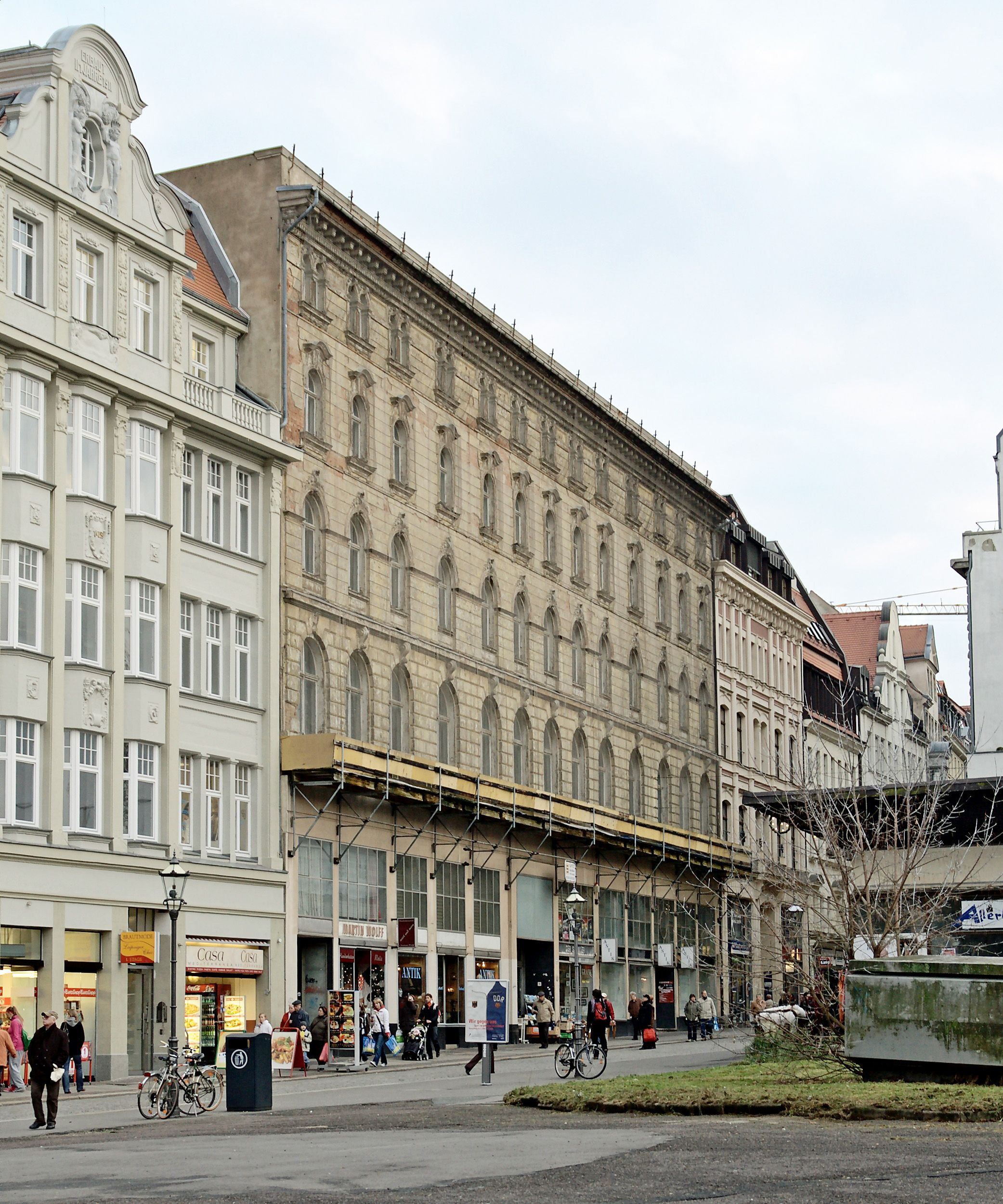
Hôtel de Pologne
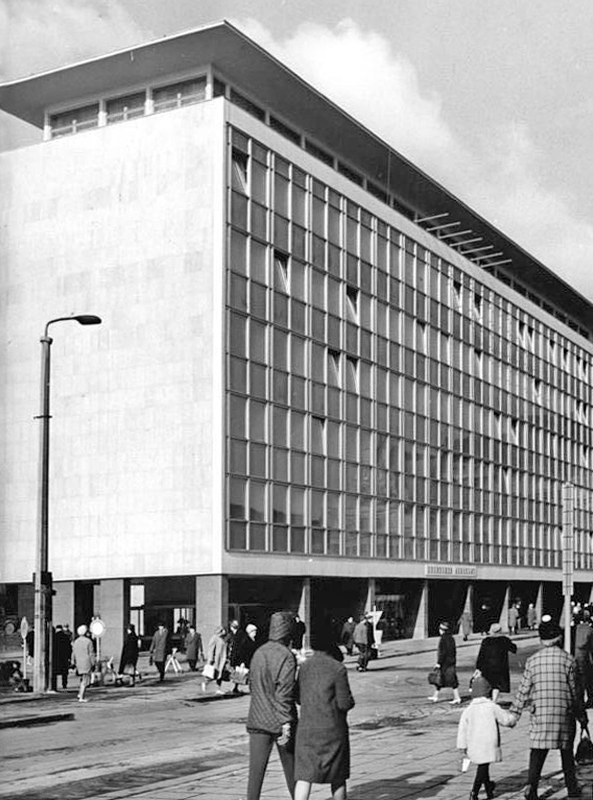
Messeamt am Markt

## Aufgaben und Struktur

Aktie über 100 RM der Leipziger Messe- und Ausstellungs-AG vom 15. Dezember 1938

Zur Durchführung der Hauptaufgabe des Messeamtes, der Vorbereitung und Organisation der Leipziger Messe, gehörten Werbung und Öffentlichkeitsarbeit einschließlich der Gewinnung von Ausstellern und Besuchern, die Einrichtung und der Ausbau der Messe- und Serviceeinrichtungen sowie die Herausgabe von Publikationen und Presseinformationen. Während der DDR-Zeit kam die Organisation eines wissenschaftlich-technischen Rahmenprogramms hinzu.
Das Leipziger Messeamt war seit seiner Gründung in Abteilungen gegliedert, die auch zeitweise als selbständige Unternehmen ausgegliedert waren, aber eng mit dem Messeamt verwoben blieben. Ab 1917 bestanden die Kaufmännische Abteilung und die Literarische Abteilung, zu der die Werbung, der Pressedienst, die Bibliothek und das Archiv gehörten. 1919 kam die Technische Abteilung hinzu, die von 1923 bis 1951 als Leipziger Messe- und Ausstellungs-AG ausgegliedert war. 1921 entstanden die Rechts- und die Verlagsabteilung.
Die Fotosammlung des Leipziger Messeamtes, die im Rahmen der Werbearbeit aufgebaut wurde, enthält über 17000 Bilder. Zu Beginn des 21. Jahrhunderts wurde beim Staatsarchiv Leipzig ein Teil der bis 1964 reichenden Sammlung elektronisch nutzbar gemacht.